# (2904) Millman
(2904) Millman (1981 YB) – planetoida z pasa głównego asteroid okrążająca Słońce w ciągu 4,2 lat w średniej odległości 2,6 au. Odkryta 20 grudnia 1981 roku.